# Federico Andrada
Federico Óscar Andrada (Buenos Aires, 3 maart 1994) is een Argentijns voetballer die bij voorkeur als aanvaller speelt. Hij wordt tijdens het seizoen 2014/15 door River Plate uitgeleend aan FC Metz.

## Clubcarrière
Andrada komt uit de jeugdopleiding van River Plate. Op 3 juni 2013 debuteerde hij in de Argentijnse Primera División tegen Argentinos Juniors. Hij mocht na 84 minuten invallen voor Ariel Rojas. Zijn eerste competitiedoelpunt volgde op 10 augustus 2013 tegen Rosario Central. Op 17 augustus 2014 werd bekend dat hij gedurende het seizoen 2014/15 wordt uitgeleend aan de Franse promovendus FC Metz, waarmee hij uit de Ligue 1 degradeerde.